# ایستگاه راه‌آهن باقرآباد
ایستگاه راه‌آهن باقرآباد (انگلیسی: Bagher Abad railway station) یکی از ایستگاه‌های راه‌آهن ایران است که در قرچک، در استان تهران قرار دارد.